# 皱肋文蛤
皱肋文蛤（学名：Meretrix lyrata），又名簾文蛤，俗称白贝，是一种可食用的蛤蜊，屬於帘蛤目帘蛤科文蛤属的海洋雙殻綱軟體動物。

## 型態特徵
殼呈三角形，殼頂明顯突出，偏前側。殼外表密佈粗輪肋，部分個體後緣為深褐色，後緣到腹緣的輪肋不明顯。殼內面為陶質，白色；前、後端為深褐色。 

## 分佈
本物種分佈於華南地區、台灣的新北市淡水、宜蘭縣龜山島、花蓮縣、台南市安平、高雄市及屏東縣的恆春半島和東港鎮，東南亞的菲律賓及越南的等地海岸。
- Template:Shelldoc 100362

常栖息在潮间到20米水深处以及泥沙底。

## 食用
在越南，這些硬殻的蛤蜊可以煮、蒸或烤，而這些貝類亦是越南東部和南部的重要出口物品。